# Xã Sharon, Quận Clinton, Iowa
Xã Sharon (tiếng Anh: Sharon Township) là một xã thuộc quận Clinton, tiểu bang Iowa, Hoa Kỳ. Năm 2010, dân số của xã này là 701 người.